# Đinh Hưng Nông
Đinh Hưng Nông (tiếng Trung giản thể: 丁兴农, bính âm Hán ngữ: Dīng Xīngnóng, sinh tháng 2 năm 1963, người Hán) là tướng lĩnh Quân Giải phóng Nhân dân Trung Quốc. Ông là Trung tướng Quân Giải phóng, Ủy viên dự khuyết Ủy ban Trung ương Đảng Cộng sản Trung Quốc khóa XX, hiên là Chủ nhiệm Cục Công tác chính trị Lực lượng Chi viện chiến lược Quân Giải phóng. Ông từng là Chính ủy Bộ Hệ thống mạng Lực lượng Chi viện chiến lược này.
Đinh Hưng Nông là đảng viên Đảng Cộng sản Trung Quốc, sự nghiệp của ông chủ yếu phục vụ trong hệ thống hậu cần, trang thiết bị, công tác Đảng trong Quân Giải phóng.

## Sự nghiệp
Đinh Hưng Nông sinh vào tháng 2 năm 1963 tại huyện Kiến Hồ thuộc công thự Diêm Phụ, nay là địa cấp thị Diêm Thành, tỉnh Giang Tô, Cộng hòa Nhân dân Trung Hoa. Ông lớn lên và tốt nghiệp cao trung ở Kiến Hồ, đến năm 1980 thì nhập ngũ Quân Giải phóng Nhân dân Trung Quốc, phục vụ lực lượng Lục quân Quân Giải phóng. Ông thường xuyên công tác ở các đơn vị trang thiết bị, tăng thiết giáp, hậu cần và liên lạc của lục quân, nhiều năm hoạt động ở Tổng bộ Trang Bị Quân Giải phóng Nhân dân Trung Quốc, từng là Phó Bộ trưởng Bộ Cán bộ của Bộ Chính trị trong tổng bộ, rồi Chính ủy Tổng viện Nghiên cứu Thiết kế công trình của tổng bộ này vào những năm 2005. Năm 2008, ông được bổ nhiệm làm Chính ủy, Bí thư Đảng ủy Bộ Khống trắc Vệ tinh trên biển Trung Quốc, đến tháng 7 năm 2010 thì được phong quân hàm Thiếu tướng. Tháng 3 năm 2012, ông được phân công làm Chủ nhiệm Bộ Chính trị của Tổng bộ Trang bị, đến tháng 11 năm 2015, Tổng bộ Trang bị được cải tổ phân tách thành các cơ quan mới trong đó có Bộ Phát triển Trang bị Quân ủy Trung ương Trung Quốc, ông được chuyển sang cơ quan này giữ chức Chủ nhiệm Cục Công tác chính trị.
Tháng 1 năm 2019, Đinh Hưng Nông được bổ nhiệm làm Chính ủy Bộ Hệ thống mạng Lực lượng Chi viện chiến lược, cấp phó chiến khu, sau đó được thăng quân hàm Trung tướng. Đến tháng 12 năm 2021, ông được điều chuyển làm Chủ nhiệm Bộ Công tác chính trị Lực lượng Chi viện chiến lược Quân Giải phóng Nhân dân Trung Quốc. Giai đoạn đầu năm 2022, ông được bầu làm đại biểu tham gia Đại hội Đảng Cộng sản Trung Quốc lần thứ XX từ đoàn Quân Giải phóng và Vũ cảnh. Trong quá trình bầu cử tại đại hội, ông được bầu làm Ủy viên dự khuyết Ủy ban Trung ương Đảng Cộng sản Trung Quốc khóa XX.

## Lịch sử thụ phong quân hàm
| Quân hàm |             |             |  |  |  |  |  |  |  |  |  |
| Cấp bậc  | Thiếu tướng | Trung tướng |  |  |  |  |  |  |  |  |  |
|          |             |             |  |  |  |  |  |  |  |  |  |